# Повеља Кулина бана
Повеља бана Кулина написана је 29. августа 1189. године (по Јулијанском календару). Представља и најстарији сачувани дипломатски документ писан на народном српском језику из Босне, и гдје је први пут поменуто словенско име града Дубровника (Epidaurum, id est Ragusium, на итал. Рагуза).

## Околности настанка
Годину дана пре писања ове повеље, 1188. године, римски папа шаље дубровачком надбискупу плашт и потврђује стара права цркве у Дубровнику. У писму помиње српску Босну: „regnum Servilie, quod est Bosna” („српска краљевина која је Босна”). Из таквих околности је проистекла и потреба за оваквом повељом која је и први документ ове врсте између неког босанских владара и владара суседне државе. Сврха издавања повеље је као јемство Кулина Бана према дубровачким трговцима и слободној трговини између његове државе и Дубровачке републике упућена дубровачком кнезу Крвашу.

## Текст повеље
Повеља је написана на српском народном језику релативно ослобођеном од утицаја црквенословенског.
Лингвиста Ватрослав Јагић за повељу Кулина бана наводи: „Листина Кулина бана од г. 1189. прво (је) и најстарије, што би писано ћирилицом и српским језиком”.
Изговор
У име Оца и Сина и Светога духа; ја бан босански Кулин присезају тебје кнеже Крвашу;
и всјем грађам дубровчам прави пријатељ бити вама од селје и до вјека и прав гои држати с вами;
и праву вјеру доколе сам жив; вси дубровчане кире ходе по мојему владанију тргујуће годје си кто хоке;
кријевати годје си кто мине; правов вјеров и правим срдцем; држати је без всакое зледи;
развје шчо ми кто да својев вољов поклон; и да им не буде од мојих часников силе;
и доколје у мне буду дати им савјет и помоћ какоре и себје коликоре моге;
без всега злога примисла; тако ми Боже помагаи и сије свето евангелие.
Ја Радоје; дијак бан писах сију книгу повелов банов; од рождества Христова тисућа и сто и осамдесет и девет љет;
мјесеца августа у двадесет и девети дењ; усјеченије главе Иована Крститела.
Превод на савремени српски језик

У име Оца и Сина и Светог духа. Ја, босански бан Кулин, обећавам Теби кнеже Крвошу
и свим грађанима Дубровчанима да ћу вам бити прави пријатељ од сада па до века. Држаћу са вама правду
и право поверење докле год будем жив. Сви Дубровчани који ходају где ја владам могу трговати где год хоће и
кретати се где год желе, с правим поверењем и правим срцем без било какве обавезе, осим ако ми ко подари поклон
по својој вољи. И да им моји часници не чине никакво насиље.
И све док су у мојој држави даваћу им помоћ као себи колико се може без икакве зле примисли; тако ми Бог помогао и ово свето еванђеље.
Ја, Радоје банов писар, написах ову књигу банове повеље од рођења Христова хиљаду и сто осамдесет и девете године, месеца
августа у двадесет и девети дан, (на празник) усековања главе Јована Крститеља.

## Кретање
Преписи повеље су све до средине 19. века били чувани у Дубровачком архиву, када их је затражио Бечки двор. Тада је из Дубровника послат по један примерак за Беч, Србију и Русију, не би ли се заштитила документа која су се сматрала једним од најстаријих што се тиче словенске писменитости. Примерак из Беча је враћен у Дубровник 1947. на захтев Југославије. За примерак који се и данас чува у Санкт Петербургу је утврђено да је најстарији од ових преписа, те се стога сматра изворником.

## Документа — извори
- Опис слике: Писмо из 1188. године папе Климента III (понтификат: 1187—1191), које је упућено дубровачком надбискупу, а у коме поглавар „Свете столице“ експлицитно назива Босну — „српском краљевином”, тј. „regnum Servilie, quod eat Bosna” (Bullarium Ragusinum, стр. 31).